# Knocking at Your Back Door: The Best of Deep Purple in the 80's
Knocking at Your Back Door: The Best of Deep Purple in the 80's kompilacijski je album britanskog hard rock sastava Deep Purple, kojeg 1992. godine objavljuje diskografska kuća, 'Mercury Records'.
Kompilacija sadrži skladbe s albuma; Perfect Strangers (1984.), The House of Blue Light (1987.) i s uživo albuma Nobody's Perfect (1988.).

## Popis pjesama
Sve pjesme napisali su Ian Gillan, Ritchie Blackmore, Roger Glover, Jon Lord i Ian Paice, osim gdje je drugačije naznačeno.
1. "Knocking at Your Back Door" - 7:02
2. "Bad Attitude" (Gillan, Blackmore, Glover, Lord) - 5:07
3. "Son of Aleric" - 10:01
4. "Nobody's Home" - 4:00
5. "Black Night" (uživo) - 6:07
6. "Perfect Strangers" - 5:19
7. "The Unwritten Law" (Gillan, Blackmore, Glover, Paice) - 4:55
8. "Call of the Wild" (Gillan, Blackmore, Glover, Lord) - 4:51
9. "Hush" (Joe South) - 3:31
10. "Smoke on the Water" (uživo) - 7:43
11. "Space Truckin'" (live) - 5:39

## Personnel
- Ritchie Blackmore - gitara
- Ian Gillan - vokal
- Roger Glover - bas-gitara, sintisajzer
- Jon Lord - orgulje, klavijature
- Ian Paice - bubnjevi

## Vanjske poveznice
- Allmusic.com - Deep Purple - Knocking at Your Back Door: The Best of Deep Purple in the 80's